# Brandin Podziemski
Brandin Podziemski (Greenfield, Wisconsin, 25 de febrero de 2003) es un baloncestista estadounidense, de ascendencia polaca, que pertenece a la plantilla de los Golden State Warriors de la NBA. Con 1,93 metros de estatura, juega en la posición de escolta.

## Trayectoria deportiva

### Universidad
Jugó una temporada con los Fighting Illini de la Universidad de Illinois, en la que apenas tuvo minutos de juego, promediando 1,4 puntos y 0,9 rebotes  por partido. Al término de la misma fue transferido a los Broncos de la Universidad de Santa Clara, donde entró directamente como el escolta titular del equipo. Disputó una temporada en la que promedió 19,9 puntos, 8,8 rebotes, 3,7 asistencias y 1,8 robos de balón, lo que le valió para ser nombrado coJugador del Año de la WCC, compartiendo el premio con Drew Timme de Gonzaga. Al finalizar la temporada, se declaró elegible para el Draft de la NBA.

#### Estadísticas
| Año     | Equipo      | PJ | PT | MPP  | %TC  | %3P  | %TL  | RPP | APP | ROB | TPP | PPP  |
| ------- | ----------- | -- | -- | ---- | ---- | ---- | ---- | --- | --- | --- | --- | ---- |
| 2021–22 | Illinois    | 16 | 0  | 4.3  | .421 | .231 | .750 | .9  | .3  | .1  | .0  | 1.4  |
| 2022–23 | Santa Clara | 32 | 32 | 36.0 | .483 | .438 | .771 | 8.8 | 3.7 | 1.8 | .5  | 19.9 |
| Total   | Total       | 48 | 32 | 25.4 | .480 | .424 | .770 | 6.1 | 2.5 | 1.2 | .3  | 13.7 |

### Profesional
Fue elegido en la decimonovena posición del Draft de la NBA de 2023 por Golden State Warriors, con los que firmó contrato el 3 de julio. El 12 de diciembre de 2023, contra los Phoenix Suns, se convirtió en el primer rookie de los Golden State Warriors en conseguir más de 20 puntos, más de 10 rebotes (11) y 5 o más asistencias en un solo partido desde que lo hiciera el dos veces MVP de la NBA, Stephen Curry en la temporada 2009-10. El 25 de diciembre de 2023, contra los Denver Nuggets, se convirtió en el primer novato en la historia de la NBA en lograr más de 9 rebotes, 6 o más asistencias, 5 o más robos y 3 o más triples en un solo partido (esa noche logró 13 puntos, 9 rebotes, 6 asistencias y 5 robos).

## Estadísticas de su carrera en la NBA

### Temporada regular
| Año     | Equipo       | PJ  | PT | MPP  | %TC  | %3P  | %TL  | RPP | APP | ROB | TPP | PPP  |
| ------- | ------------ | --- | -- | ---- | ---- | ---- | ---- | --- | --- | --- | --- | ---- |
| 2023-24 | Golden State | 74  | 28 | 26.6 | .454 | .385 | .633 | 5.8 | 3.7 | .8  | .2  | 9.2  |
| 2024-25 | Golden State | 64  | 33 | 26.8 | .445 | .372 | .758 | 5.1 | 3.4 | 1.1 | .2  | 11.7 |
| Total   | Total        | 138 | 61 | 26.7 | .449 | .378 | .701 | 5.4 | 3.6 | .9  | .2  | 10.4 |

### Playoffs
| Año   | Equipo       | PJ | PT | MPP  | %TC  | %3P  | %TL  | RPP | APP | ROB | TPP | PPP  |
| ----- | ------------ | -- | -- | ---- | ---- | ---- | ---- | --- | --- | --- | --- | ---- |
| 2025  | Golden State | 12 | 11 | 32.1 | .364 | .328 | .708 | 5.0 | 3.1 | 1.3 | .2  | 11.3 |
| Total | Total        | 12 | 11 | 32.1 | .364 | .328 | .708 | 5.0 | 3.1 | 1.3 | .2  | 11.3 |

## Vida privada
Podziemski es de ascendencia polaca y ha expresado interés en obtener la ciudadanía polaca para poder jugar en la selección de Polonia.